# Significant Other
Significant Other (с англ. — «Вторая половина») — второй студийный альбом американской рэп-рок группы Limp Bizkit, релиз которого состоялся 22 июня 1999 года лейблами Flip и Interscope Records. С выходом альбома группа расширила своё звучание с новым влиянием метала и хип-хопа, что стало заметнее, чем на предыдущем диске.
Второй альбом принёс Limp Bizkit большой коммерческий успех. В музыкальном плане Significant Other значительно превзошёл по качеству звучания Three Dollar Bill, Yall$ и получил множество положительных отзывов от музыкальных обозревателей. Альбом был продан в количестве 16 миллионов копий по всему миру.

## Производство
После успеха сингла «Faith» (кавер Джорджа Майкла), Limp Bizkit решили записать продолжение Three Dollar Bill, Y’all$, чтобы дать понять, что они не являются «сыновьями Korn» или кавер-группой; группа начала записывать альбом, посвящённый проблемам, связанным с их новой известностью. Продюсер Терри Дэйт, известный тем, что работал с группами Pantera, White Zombie и Deftones, был выбран Limp Bizkit для продюсирования Significant Other. Группа сразу же приступила к записи альбома после завершения тура «Family Values Tour», несмотря на то, что лейбл Interscope Records настаивал на том, чтобы после этого группа взяла перерыв.

## Музыка и тексты
Ранняя версия «I’m Broke» была записана для Three Dollar Bill, Yall$, но была исключена из альбома из-за того, что песня отличалась от остальной части материала этого альбома. Мелодия для песни «Trust?» возникла из мелодии, сыгранной в черновой форме в начале 1998 года, во время тура Ladies Night in Cambodia. В ответ на заявления о том, что лирика в альбоме Three Dollar Bill, Yall$ была женоненавистнической, Дёрст смягчил темы с альбома, который он назвал более лирически зрелыми. Расставание Фреда Дёрста со своей подругой вдохновило его к написанию песен «Nookie» и «Re-Arranged».
Группа позволила Фреду Дёрсту и DJ Lethal поэкспериментировать с хип-хопом, записав песню N 2 Gether Now с рэпером Method Man. Для совместной работы был приглашен DJ Premier из Gang Starr. По словам Борланда, группа хотела записать «трек, который был прямым хип-хопом». Песня изначально называлась «Shut the Fuck Up», но в маркетинговых целях была переименована в «N 2 Gether Now». Дёрст также записал песню с Эминемом «Turn Me Loose», которая была исключена из альбома. Он также записал песню с вокалистом System of a Down Сержем Танкяном под названием «Don’t Go Off Wandering». Танкян появился только в демоверсии песни, где он исполнил бридж и завершающий припев, но его вокал так и не появился в альбомной версии песни. Группа также сотрудничала с вокалистом Korn Джонатаном Дэвисом и Скотт Уайланд из Stone Temple Pilots в «Nobody Like You». Уайланд часто посещал студии NRG и помогал с записью вокала Дёрста. Вокалист группы Staind Аарон Льюис участвовал в записи песни «No Sex». Скотт Борланд, брат Уэса, играл на клавишных на Just Like This, Nookie, Re-Arranged, I’m Broke, 9 Teen 90 Nine.
Описывая музыку альбома, Стивен Томас Эрлевайн из Allmusic сказал, что он содержит «расцветы неопсиходелии, избивая номер металлического и есть несколько строк, даже напевая, в самом неожиданном моменте». В то время как группа была настроена против соло, они позволили Джону Отто исполнить расширенное барабанное соло в середине «Nobody Like You». Скотт Борланд написал струнные мелодии для песни «Don’t Go Off Wandering».
Группа также записала интерлюдии с басистом Primus и певцом Лес Клейпул и VJ телеканала MTV Мэттом Пинфилдом. Клейпул заявил: «Я пришёл, и они хотели, чтобы я написал какое-то вступление для записи. Я был ошарашен, встал перед микрофоном и начал болтать, и в итоге они не использовали вступление и использовали его вместо этого».

## Критический прием
| Оценки критиков               | Оценки критиков |
| Источник                      | Оценка          |
| ----------------------------- | --------------- |
| AllMusic                      | [ 9 ]           |
| Роберт Кристгау               | [ 5 ]           |
| Encyclopedia of Popular Music | [ 10 ]          |
| Entertainment Weekly          | B               |
| Los Angeles Times             | [ 12 ]          |
| NME                           | 3/10            |
| Rolling Stone                 | [ 14 ]          |
| The Rolling Stone Album Guide | [ 15 ]          |

Альбом Significant Other получил в основном положительные отзывы от музыкальных критиков.
Обозреватель Entertainment Weekly Дэвид Браун писал: «Significant Other — это не просто современный рок, это постсовременный рок». Роберт Кристгау назвал альбом почётным упоминанием и отметил песни «Just Like This» и «N 2 Gether Now» как основные моменты альбома. Обозреватель AllMusic Стивен Томас Эрлевайн назвал альбом «значительно более амбициозным и многомерным», чем предыдущий альбом группы, Three Dollar Bill, Yall$. В более поздних рецензиях на альбом Тим Гриерсон из About.com оценил альбом 4 из 5 звёзд, сказав следующее: «прорывной альбом Limp Bizkit „Significant Other“, неприлично грубый и незрелый. Но, возможно, что ещё более важно, это также является усердной работой». Rolling Stone и The Rolling Stone Album Guide оценили альбом тремя с половиной из пяти звёзд. Менее благоприятная реакция вышла от автора Мартина Чарльза Стронга, который дал альбому 5 из 10 звезд в своей книге The Essential Rock Discography. В 2014 году журнал Revolver назвал «Significant Other» «одним из величайших хард-рок-альбомов всех времен» и внёс его в список десяти лучших ню-метал-альбомов. В 2021 году альбом назван одним из 20 лучших метал-альбомов 1999 года по версии журнала Metal Hammer.

## Коммерческий успех
Significant Other дебютировал под номером 1 в американском чарте Billboard 200, продав 643 874 копий за первую неделю. За вторую неделю было продано 335 000 копий. Почти через два месяца после релиза, альбом стал «платиновым» по версии Американской ассоциации звукозаписывающих компаний, а в сентябре 2001 года, альбом стал 7-кратно платиновым, продав, по состоянию на 2002 год, более 7 200 000 копий на территории США. В поддержку альбома, группа выступила на фестивале «Woodstock ’99» 24 июля 1999 года, а также организовала тур Family Values Tour 1999. Вокалист Limp Bizkit Фред Дёрст снял клипы к песням «Re-Arranged» и «N 2 Gether Now».

## Споры и скандалы
24 июля 1999 года перед 200 000 аудиторией состоялось скандальное выступление группы на фестивале Вудсток '99. Насильственные действия начались во время и после выступления. В процессе исполнения песни «Break Stuff» поклонники срывали с ограждений фанеру. Было сообщено о нескольких сексуальных домогательствах после выступления. Фред Дёрст во время концерта заявил: «Травмируются люди. Не делайте никому больно. Но я не говорю, что вы должны спокойно стоять. Это была задача Аланис Мориссетт и её ублюдков-фанатов. Если кто-то упадёт, поднимите его. Мы уже выпустили свой негатив. Теперь мы хотим выпустить позитивную энергию». Позже в интервью Дёрст сказал: «Я не видел, чтобы кто-то получал травмы. И вы не видели этого. Когда ты смотришь на море людей с 20-футовой сцены, когда ты выступаешь, ты чувствуешь свою музыку, и это то, чего от тебя ждут. Разве я мог заметить, что что-то идёт не так?». В интервью журналу San Francisco Examiner участник группы Primus Лес Клейпул сказал: «На Вудстоке Дёрст был Дёрстом. Его позиция „любая пресса — плохая пресса“, это то, что он берёт на себя. Он погряз в этом. Всё же он замечательный парень».
Скандалы после выступлений нашли своё отражение в выпущенном группой видеоклипе к композиции «Re-Arranged», где по сюжету участники Limp Bizkit предстают перед судом и получают смертный приговор за участие на концертах. Клип завершается тем, что группа тонет в молоке на глазах у разгневанных свидетелей. Фред Дёрст сказал, что выступление группы на фестивале было ошибкой, испортившей репутацию Limp Bizkit. Но несмотря на всё произошедшее альбом Significant Other довольно долго оставался на первой строчке Billboard. Осенью 1999 года был проведён тур Family Values Tour 1999, возглавленный группой. В ноябре Limp Bizkit выпускают, записанный совместно с Method Man и Поли Шором, сингл «N 2 Gether Now». Клип на песню был вдохновлён постоянными потасовками инспектора Клузо и его дворецкого в серии фильмов «Розовая пантера».

## Список композиций
Все тексты написаны Фредом Дёрстом, кроме тех треков, где указаны другие авторы, вся музыка написана Уэсом Борландом, Джоном Отто, Сэмом Риверсом, кроме тех треков, где указаны другие авторы.
| №                   | Название                                                       | Текст песни                          | Музыка                                 | Длительность |
| ------------------- | -------------------------------------------------------------- | ------------------------------------ | -------------------------------------- | ------------ |
| 1.                  | «Intro»                                                        |                                      |                                        | 0:37         |
| 2.                  | «Just Like This»                                               |                                      |                                        | 3:35         |
| 3.                  | «Nookie»                                                       |                                      |                                        | 4:49         |
| 4.                  | «Break Stuff»                                                  |                                      |                                        | 2:47         |
| 5.                  | «Re-Arranged»                                                  |                                      |                                        | 5:54         |
| 6.                  | «I'm Broke»                                                    |                                      |                                        | 3:59         |
| 7.                  | «Nobody Like You» (featuring Jonathan Davis and Scott Weiland) | Джонатан Дэвис, Дёрст, Скотт Уайланд |                                        | 4:20         |
| 8.                  | «Don't Go Off Wandering»                                       |                                      |                                        | 4:00         |
| 9.                  | «9 Teen 90 Nine»                                               |                                      |                                        | 4:36         |
| 10.                 | «N 2 Gether Now» (featuring Method Man)                        | Дёрст, Клиффорд Смит                 | Крис Мартин                            | 4:49         |
| 11.                 | «Trust?»                                                       |                                      |                                        | 4:59         |
| 12.                 | «No Sex»                                                       |                                      | Борланд, Brendan O'Brien, Отто, Риверс | 3:54         |
| 13.                 | «Show Me What You Got»                                         |                                      |                                        | 4:27         |
| 14.                 | «A Lesson Learned»                                             |                                      |                                        | 2:40         |
| 15.                 | «Outro»                                                        |                                      |                                        | 7:17         |
| Общая длительность: | Общая длительность:                                            | Общая длительность:                  | Общая длительность:                    | 62:43        |

## Участники записи
Limp Bizkit
- Фред Дёрст — вокал
- Сэм Риверс — бас-гитара
- Джон Отто — барабаны, перкуссия
- DJ Lethal — скрэтчинг, клавиатуры, сэмплы, программирование, разработка звука
- Уэс Борланд — гитара, дизайн обложки

Дополнительные музыканты
- Method Man — вокал «N 2 Gether Now»
- Лес Клэйпул — голос «Intro»
- Мэтт Пинфилд — голос в скрытом треке
- Скотт Борланд — клавишные
- Джонатан Дэвис — вокал «Nobody Like You»
- Аарон Льюис — бэк-вокал «No Sex»
- Скотт Уайланд — бэк-вокал «Nobody Like You»

Производство
- Терри Дэйт — продюсер
- DJ Premier — продюсер трека «N 2 Gether Now»
- Брендан О'Брайн[англ.] — сведение

## Позиции в чартах и сертификации
| Чарт (1999)                         | Высшая позиция |
| ----------------------------------- | -------------- |
| Австралия (ARIA)                    | 5              |
| Австрия (Ö3 Austria)                | 7              |
| Бельгия/Фландрия (Ultratop)         | 7              |
| Канада (Canadian Albums Chart)      | 1              |
| Нидерланды (Album Top 100)          | 11             |
| Финляндия (Suomen virallinen lista) | 16             |
| Франция (SNEP)                      | 70             |
| Германия (Offizielle Top 100)       | 13             |
| Новая Зеландия (RMNZ)               | 4              |
| Норвегия (VG-lista)                 | 28             |
| Швейцария (Schweizer Hitparade)     | 38             |
| Швеция (Sverigetopplistan)          | 49             |
| Великобритания (UK Albums Chart)    | 10             |
| США (Billboard 200)                 | 1              |

| Регион | Сертификация  | Продажи    |
| --- | ------------- | ---------- |
| Аргентина (CAPIF) | Золотой       | 30 000^    |
| Австралия (ARIA) | 2× Платиновый | 140 000^   |
| Австрия (IFPI Austria)                                                                                                   | Золотой       | 25 000*    |
| Бельгия (BEA) | Золотой       | 25 000*    |
| Канада (Music Canada) | 6× Платиновый | 600 000^   |
| Германия (BVMI) | Золотой       | 250 000^   |
| Япония (RIAJ) | Золотой       | 100 000^   |
| Мексика (AMPROFON) | Платиновый    | 150 000^   |
| Нидерланды (NVPI) | Платиновый    | 100 000^   |
| Швейцария (IFPI Switzerland)                                                                                             | Платиновый    | 50 000^    |
| Великобритания (BPI) | Платиновый    | 300 000*   |
| США (RIAA) | 7× Платиновый | 7,237,123^ |
| Итого |               |            |
| Европа (IFPI) | Платиновый    | 1 000 000* |
| * Данные о продажах приведены только на основе сертификации. ^ Данные о тиражах приведены только на основе сертификации. |               |            |

### Другие чарты
Декадные чарты
| Чарт (1990—1999)    | Позиция |
| ------------------- | ------- |
| США (Billboard 200) | 83      |

Годовые чарты
| Чарт (2000)                    | Позиция |
| ------------------------------ | ------- |
| Германия (German Albums Chart) | 41      |